# Església da Trindade
La igreja da Trindade (església de la Trinitat) és un temple catòlic de la ciutat de Porto, construït al llarg del segle xix en estil neoclàssic, d'acord amb el projecte inicial de l'arquitecte Carlos Amarante, -qui no la va veure acabada perquè va morir el 1815. L'església es va obrir al culte el 1841.
La planta és de creu llatina amb un absis profund, on hi ha un retaule anb un plafó de grans dimensions del pintor José de Brito amb l'escena del baptisme de Crist, contemplat des de la vora superior del quadre per Déu Pare i l'Esperit Sant, que així amb Jesús formen al quadre la Trinitat a la que es dedica l'església.
A l'extrem del transsepte del costat de l'Epístola hi ha un retaule de talla daurada que representa la Trinitat i al del costat de l'Evangeli una capella octogonal.